# Los Ebanos Ferry

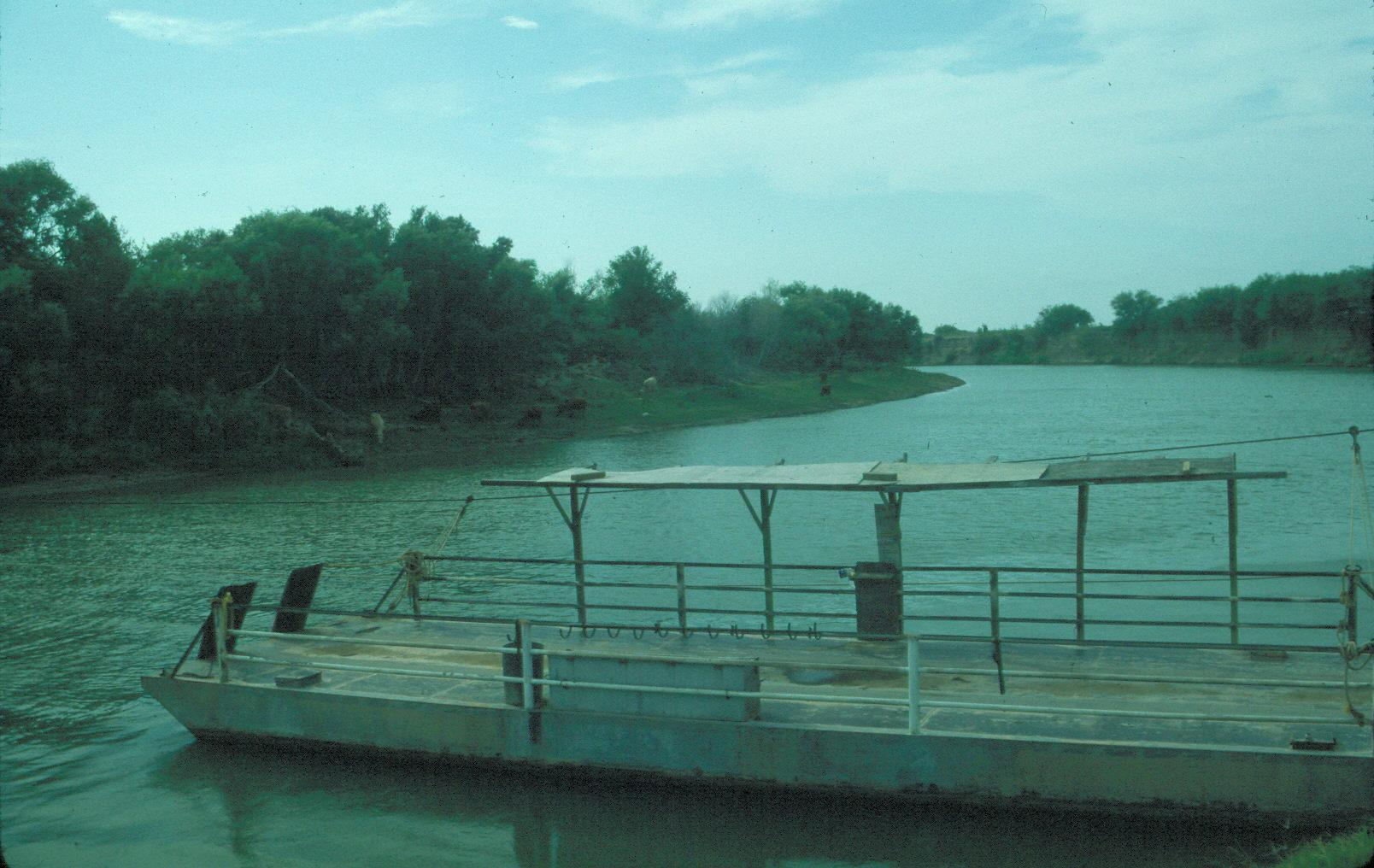
veerboot bij Los Ebanos

De veerboot Los Ebanos Ferry bij het Los Ebanoskruispunt is het laatste handbediende veer langs de gehele rivier Rio Grande.
Het stond voorheen bekend als de Los Ebanos-Diaz Ordaz Ferry en ligt op het kruispunt tussen Los Ebanos, Texas en Ciudad Gustavo Díaz Ordaz, Tamaulipas (Mexico)